# Acanthoscelides reductelineatus
Acanthoscelides reductelineatus is een keversoort uit de familie bladkevers (Chrysomelidae). De wetenschappelijke naam van de soort werd in 1939 gepubliceerd door Maurice Pic.